# أمل الحارثي
أمل الحارثي كاتبة ومؤلفة أردنية ومُؤسّسة مشاركة ومُحرّرة مُلتقى المرأة العربيّة، أوّل موقع إلكترونيّ أدبيّ للمرأة، يُعنى بالأدب والشعر وتمكين المرأة، مِن خلال تشجيعها على القراءة والكتابة والإبداع، وغرس مفاهيم التعايش والتسامح في المجتمع.

## تعليمها
تحمل أمل الحارثي درجة البكالريوس في العلوم من الجامعة الأردنية.

## عملها
عملت معلمة في مدارس الشويفات بالمملكة العربية السعودية.
وعلى الرغم من دراستها العلمية الا أن حب اللغة العربية قادها إلى تعليم العربية للأجانب في دبي بأحدى المعاهدة المرموقة ما دفعها تدريجيا إلى البدء في التحرير والكتابة.
كاتبة في صحف عربية متنوعة ومواقع إلكترونية، منها موقع تعددية (التابع لمؤسسة أديان للتعايش الديني) وصحيفة الرؤية الإماراتية وحديث الشرق الأردنية ومجلة نيوزويك الشرق الأوسط، وسابقا مدونة في مدونات الجزيرة والهافينغتون بوست وملتقى المرأة العربية كما نشر لها نصوصا في مجلات أدبية متعددة منها المجلة العربية (الرياض).

## مؤلفاتها
صدر لها كتاب (حكايا النساء)الذي يتضمن قصصا واقعية تحكي معاناة المرأة العربية في مجتمعات ينتشر فيها الجهل والتهميش، عن دار هماليل للنشر والتوزيع – أبو ظبي.
روايتها الثانية (وفي العمر بقية) لم تنشر بعد، تشجع فيها المرأة على العمل ومحاربة الجهل، وتتطرق لقضايا اجتماعية عديدة.
تسعى أمل الحارثي إلى تقديم خبراتها في الـتأثير والكتابة للنّهوض بالمجتمع العربيّ فكريًّا وثقافيًّا، وتحفيز المرأة على العمل ونبذ الأفكار المتخلفة، ونشر فكر المحبّة والتعايش والتسامح في المجتمع.
استطاعت أمل استقطاب القارئة العربيّة؛ بتقديم القصص العربيّة المكتوبة بلُغةٍ فُصحى تحملُ في طيّاتها رسائل كثيرة، أهمّها التعايش والسلام، وتربية الأبناء على الحُبّ والتسامح ونبْذ العادات التي تحطُّ مِن قدْر المرأة ومكانتها، وتشجيع المرأة على العمل، ونشْر فكْر المحبّة.
استقطبت أمل مئات الكاتبات مِن جميع أنحاء الوطن العربيّ للكتابة في موقع ملتقى المرأة العربيّة، إذ بلغ عدد كُتّاب وكاتباته منذ تأسيسه وحتّى الآن، أكثر مِن خمسمائة كاتبةٍ وكاتبٍ.

## نشاطها الأدبي
جذبت أمل الكثير مِن الكُتّاب والشعراء للمُلتقى مِن خلال إضافة باب «في بيتنا رجل» الذي سمح للرجل العربيّ بالمشاركة والتعبير عن رأيه في القضايا الاجتماعيّة المختلفة؛ ما خلقَ بابًا للحوار بين الجنسين، بالإضافة لفتح باب المشاركة عبر مواقع التواصل الاجتماعيّ المختلفة.
تمكّنت أمل من إعادة زرع حُبّ اللغة العربيّة الفصحى في صفوف القارئات العربيّات؛ وذلك بمنْع نشْر أيّ مقال أو قصّة أو خاطرة مكتوبة بلهجة عامّيّة، ووصلت القراءة في أشهر الذروة إلى ربْع مليون قارئ وقارئة، وهو رقم كبير بالنسبة لمجلّة أدبيّة ليس لها أيّ علاقة بالأزياء أو الفنّ.
قامت أمل بخلْق روابط معَ مجموعاتٍ فيسبوكّيّة كبيرة موجودة في الدول العربية، وشاركتْ في تغطية فعاليّات ونشاطات بعض مجموعات القراءة الجادّة، تمّت مُراجعة الكثير مِن الكُتب في باب «كُتُب وآراء»، حيث فُتِحَ الباب لكلّ القرّاء لِكتابة آرائهم حول كتب مُعيّنة قامُوا بقراءتها.
تمّ تعيين مندوبات لمُلتقى المرأة العربيّة في السعوديّة والأردن والجزائر ومِصر حيث قُمْنَ لفترة بتغطية أحداث مُعيَّنة تتعلّق بمؤتمرات تَمكين المرأة، ومعارضِ الكتب، والمعارضِ الفنّيّة.
بلغَ عددُ المُتابعين عبر وسائل الاتّصال الاجتماعيّ المختلفة أكثر من (150) ألفَ مُتابعٍ 
تواصلت أمل وشريكتها معَ العديد مِن مُنظّمات المرأة في الوطن العربيّ والعالَم، ونشأَ تعاونٌ مُتبادَل بين مُلتقى المرأة العربيّة وتلك المُنظّمات في نشر أنشطتها المُتعلّقة كلّها بتمكين المرأة.
بالإضافة للكتابة والقراءة أمل عُضوٌ في نادي «التوست ماسترز» للخطابة، فقد حازت على عدّة كؤوسٍ في الخطابة والتحدّث للعامّة، كما أنّها ناشطة على وسائل الاتّصال الاجتماعيّ، خصوصا تويتر، وشاركت في العديد مِن الفعاليّات التي جمعَتِ المُؤثّرين في وسائل الاتّصال الاجتماعيّ في العالَم العربيّ.

## روابط خارجية
- https://taadudiya.com/author/amal/